# Liste des monuments nationaux du district de Coimbra
Cet article recense les monuments nationaux du district de Coimbra, au Portugal.

## Liste
| Site                                               | Municipalité         | Identifiant | Coordonnées                        | Image |
| -------------------------------------------------- | -------------------- | ----------- | ---------------------------------- | ----- |
| Église São Pedro d'Arganil                         | Arganil              | 69841       | 40° 13′ 45″ nord, 8° 04′ 02″ ouest |       |
| Chapelle de Varziela                               | Cantanhede           | 71203       | 40° 22′ 11″ nord, 8° 37′ 39″ ouest |       |
| Monastère Santa Maria de Celas (pt)                | Coimbra              | 69791       | 40° 12′ 55″ nord, 8° 24′ 43″ ouest |       |
| Église São João das Donas de Coimbra (pt)          | Coimbra              | 69812       | 40° 12′ 39″ nord, 8° 25′ 44″ ouest |       |
| Monastère de la Sainte-Croix de Coïmbre            | Coimbra              | 69813       | 40° 12′ 39″ nord, 8° 25′ 44″ ouest |       |
| Église da Graça de Coimbra (pt)                    | Coimbra              | 69814       | 40° 12′ 50″ nord, 8° 25′ 52″ ouest |       |
| Jardim da Manga (pt)                               | Coimbra              | 69815       | 40° 12′ 41″ nord, 8° 25′ 40″ ouest |       |
| Église de Santiago de Coimbra (pt)                 | Coimbra              | 69863       | 40° 12′ 34″ nord, 8° 25′ 45″ ouest |       |
| Arco Pequeno de Almedina                           | Coimbra              | 69864       | 40° 12′ 33″ nord, 8° 25′ 44″ ouest |       |
| Colégio de São Jerónimo                            | Coimbra              | 70104       | 40° 12′ 31″ nord, 8° 25′ 22″ ouest |       |
| Aqueduc São Sebastião                              | Coimbra              | 70173       | 40° 12′ 24″ nord, 8° 25′ 15″ ouest |       |
| Portails de l'ancienne église Santa Ana de Coimbra | Coimbra              | 70313       | 40° 12′ 33″ nord, 8° 25′ 30″ ouest |       |
| Portail du colégio de São Tomás                    | Coimbra              | 70314       | 40° 12′ 32″ nord, 8° 25′ 31″ ouest |       |
| Cathédrale de Coimbra                              | Coimbra              | 70315       | 40° 12′ 34″ nord, 8° 25′ 28″ ouest |       |
| Église São Salvador de Sé Nova                     | Coimbra              | 70316       | 40° 12′ 33″ nord, 8° 25′ 31″ ouest |       |
| Musée national Machado de Castro                   | Coimbra              | 70317       | 40° 12′ 32″ nord, 8° 25′ 32″ ouest |       |
| Paço das Escolas (pt)                              | Coimbra              | 70318       | 40° 12′ 27″ nord, 8° 25′ 34″ ouest |       |
| Torre de Almedina (pt)                             | Coimbra              | 70484       | 40° 12′ 32″ nord, 8° 25′ 44″ ouest |       |
| Torre de Anto (pt)                                 | Coimbra              | 70528       | 40° 12′ 36″ nord, 8° 25′ 42″ ouest |       |
| Cathédrale Velha de Coimbra                        | Coimbra              | 70529       | 40° 12′ 31″ nord, 8° 25′ 37″ ouest |       |
| Église du Colégio Novo                             | Coimbra              | 70530       | 40° 12′ 37″ nord, 8° 25′ 40″ ouest |       |
| Paço de Sub-Ripas (pt)                             | Coimbra              | 70531       | 40° 12′ 34″ nord, 8° 25′ 42″ ouest |       |
| Cidade dos Mouros                                  | Coimbra              | 70553       | 40° 09′ 47″ nord, 8° 28′ 33″ ouest |       |
| Monastère Santa Clara-a-Nova (pt)                  | Coimbra              | 70695       | 40° 12′ 10″ nord, 8° 26′ 16″ ouest |       |
| Monastère Santa Clara-a-Velha (pt)                 | Coimbra              | 70696       | 40° 12′ 10″ nord, 8° 26′ 01″ ouest |       |
| Croix de São Marcos                                | Coimbra              | 70711       | 40° 14′ 36″ nord, 8° 33′ 01″ ouest |       |
| Monastère São Marcos de Coimbra (pt)               | Coimbra              | 70712       | 40° 14′ 38″ nord, 8° 32′ 59″ ouest |       |
| Église des Carmes de Coimbra (pt)                  | Coimbra              | 3744022     | 40° 12′ 47″ nord, 8° 25′ 49″ ouest |       |
| Université de Coimbra – Alta et Sofia (pt)         | Coimbra              | 15731244    | 40° 12′ 28″ nord, 8° 25′ 33″ ouest |       |
| Tombe de Sesnando Davides                          | Coimbra              | 16870740    | 40° 12′ 32″ nord, 8° 25′ 38″ ouest |       |
| Conimbriga                                         | Condeixa-a-Nova      | 70107       | 40° 05′ 56″ nord, 8° 29′ 36″ ouest |       |
| Aqueduc romain de Conímbriga (pt)                  | Condeixa-a-Nova      | 70388       | 40° 06′ 24″ nord, 8° 27′ 55″ ouest |       |
| Dolmen des Carniçosas                              | Figueira da Foz      | 70387       | 40° 11′ 12″ nord, 8° 48′ 25″ ouest |       |
| Pilori de Figueira da Foz (pt)                     | Figueira da Foz      | 70507       | 40° 08′ 59″ nord, 8° 51′ 29″ ouest |       |
| Église Santa Maria Maior de Góis (pt)              | Góis                 | 70290       | 40° 09′ 12″ nord, 8° 06′ 38″ ouest |       |
| Pilori de Lousã (pt)                               | Lousã                | 70739       | 40° 06′ 39″ nord, 8° 14′ 45″ ouest |       |
| Château de Lousã (pt)                              | Lousã                | 70740       | 40° 06′ 01″ nord, 8° 14′ 07″ ouest |       |
| Église Nossa Senhora dos Anjos                     | Montemor-o-Velho     | 69827       | 40° 10′ 38″ nord, 8° 40′ 48″ ouest |       |
| Château de Montemor-o-Velho (pt)                   | Montemor-o-Velho     | 70442       | 40° 10′ 30″ nord, 8° 41′ 03″ ouest |       |
| Église São Pedro de Lourosa (pt)                   | Oliveira do Hospital | 70268       | 40° 19′ 03″ nord, 7° 55′ 55″ ouest |       |
| Ruínes romaines de Bobadela                        | Oliveira do Hospital | 70552       | 40° 21′ 40″ nord, 7° 53′ 37″ ouest |       |
| Chapelle des Forgerons (pt)                        | Oliveira do Hospital | 70671       | 40° 21′ 34″ nord, 7° 51′ 43″ ouest |       |
| Monastère de Lorvão (pt)                           | Penacova             | 70694       | 40° 15′ 34″ nord, 8° 19′ 04″ ouest |       |
| Pilori de Penela (pt)                              | Penela               | 69809       | 40° 01′ 49″ nord, 8° 23′ 28″ ouest |       |
| Château de Penela (pt)                             | Penela               | 69810       | 40° 01′ 52″ nord, 8° 23′ 26″ ouest |       |
| Église Santa Eufémia de Penela                     | Penela               | 72227       | 40° 01′ 32″ nord, 8° 23′ 48″ ouest |       |
| Château de Soure                                   | Soure                | 70361       | 40° 03′ 25″ nord, 8° 37′ 34″ ouest |       |